# Théophile-Alphonse Desdevises Du Dezert
Théophile-Alphonse Desdevises Du Dezert est un professeur français né à Coutances le 20 juillet 1822, et, mort à Lessay le 17 décembre 1891. Il est enseignant, professeur de faculté, et, auteur de livres d'histoire.

## Biographie
Lorsqu'il eut terminé ses études à Rennes, il se fit recevoir licencié ès lettres (1843), puis il entra dans l'enseignement et professa l'histoire dans divers collèges de province.
Agrégé d'histoire en 1849, il passa son doctorat ès lettres à Paris en 1862.
Nommé à cette époque professeur au lycée de Tours, il fit des cours publics à l'hôtel de ville, puis il participa à l'enseignement supérieur des filles, organisé dans cette ville en 1867.
L'année suivante, Desdevises fut envoyé comme professeur suppléant d'histoire à la Faculté des lettres de Clermont-Ferrand, où il est devenu professeur en titre en 1870.
Enfin, il est passé à la faculté de Caen.
Charles Brohyer de Littinère est son oncle.
Georges Desdevises Du Dézert est son fils.

## Principales œuvres
- Programme d'histoire universelle (1857)
- Géographie ancienne de la Macédoine (1862), thèse présentée à la faculté des lettres de Paris, xii p . + 454 p. + 1 carte + 1 p. errata
- Erasmus Roterodamus morum et litterarum vindex (1862)
- Discours d’ouverture du cours d'histoire à la Faculté des lettres de Clermont (1869)[3]
- Les Fêtes publiques dans l'ancienne France (1876)
- Nicolas Foucault, une page de l'administration en France sous Louis XIV (1876)